# Alison Thomson
Alison Thomson (* 3. Mai 1996 in London) ist eine schottische Squashspielerin.

## Karriere
Alison Thomson spielte 2014 erstmals auf der PSA World Tour und gewann auf dieser bislang fünf Titel. Der erste Titelgewinn gelang ihr im Oktober 2021 in Gibraltar. Ihre beste Platzierung in der Weltrangliste erreichte sie bereits im September 2017 mit Rang 65. Sie vertrat Großbritannien ebenfalls 2017 bei den World Games, bei denen sie im Achtelfinale gegen Camille Serme ausschied. Ein Jahr darauf gehörte sie zum schottischen Aufgebot bei den Commonwealth Games in Gold Coast. Sie scheiterte im Einzel in der zweiten Runde und im Doppel mit Lisa Aitken in der Gruppenphase. Ebenfalls 2018 debütierte sie für die schottische Nationalmannschaft bei den Europameisterschaften und gehörte 2019 erneut zum Kader. Mit der Nationalmannschaft nahm sie außerdem 2022 und 2024 an den Weltmeisterschaften teil. In den Jahren 2018, 2019 und 2022 wurde sie zunächst schottische Vizemeisterin, ehe ihr 2023 schließlich der erste Titelgewinn gelang.

## Erfolge
- Gewonnene PSA-Titel: 5
- Schottische Meisterin: 2023